# Blackout (film 2022)
Blackout è un film statunitense del 2022 diretto da Sam Macaroni.

## Trama
Quando un uomo si risveglia in un ospedale messicano senza memoria capisce in fretta che è preso di mira da un cartello e che deve in fretta scoprire la verità per salvarsi.

## Distribuzione
Il film è stato distribuito sulla piattaforma Netflix dal 12 ottobre 2022.